# グーフィーのアメリカンフットボール教室
『グーフィーのアメリカンフットボール教室』（グーフィーのアメリカンフットボールきょうしつ、原題：How to Play Football）は、ウォルト・ディズニー・プロダクション（現：ウォルト・ディズニー・カンパニー）が製作した1944年9月15日公開のアニメーション短編映画作品。グーフィーの短編映画シリーズの第15作目である。グーフィーの教室シリーズの第11作目。

## あらすじ
グーフィーが選手に扮し、ナレーションが解説をしながらアメリカンフットボールの説明をする。

## スタッフ
- 製作：ウォルト・ディズニー
- 監督：ジャック・キニー

## キャスト
| キャラクター | 原語版             | 旧吹き替え版 | 新吹き替え版                          |
| ------------ | ------------------ | ------------ | ------------------------------------- |
| グーフィー達 | ピント・コルヴィグ | 小山武宏     | 石上祐一 千々和竜策 伊丸岡篤 後藤光祐 |
| ナレーター   |                    | 江原正士     | 大平透                                |